# Minden jó, ha vége jó
William Shakespeare Minden jó, ha vége jó (eredeti cím: All’s well that ends well)  című darabjának keletkezési időpontja még a mai napig vitatott, de a legtöbben az 1600-as évek elejére teszik, pontosabban valahova 1604-1606 közé. Legelőször 1623-ban jelent meg az Első fólióban. Műfaját tekintve először komédiának és romantikus komédiának sorolták be, de manapság már egy külön műfajba sorolják, ami problémaszínmű, sötét-, keserű komédia. 

## Szereplők
| Shakespeare művében                                                 | Vas István fordításában                           |
| Bertram, Count of Roussillon                                        | Bertram, Rousillon grófja                         |
| The Countess of Roussillon, his mother                              | Rousillon Grófnő, Bertram anyja                   |
| Helen, an orphan in the Countess’s protection, in love with Bertram | Heléna, a grófnő nevelt lánya                     |
| Steward (Rinaldo)                                                   | Rousillon Grófnő Udvarmestere                     |
| Clown (Lavatch)                                                     | Lavache, Rousillon grófnő bolondja                |
| N/A                                                                 | Apród                                             |
| Paroles, Bertram’s companion                                        | Parolles, Bertram kísérője                        |
| The King of France                                                  | A Francia Király                                  |
| Lafeu, an old lord                                                  | Lafeu, idősebb nemesúr                            |
| First Lord (Dumaine)                                                | N/A                                               |
| Second Lord (Dumaine)                                               | N/A                                               |
| First Soldier, interpreter                                          | N/A                                               |
| Gemntleman of the French court                                      | N/A                                               |
| The Duke of Florence                                                | Firenze Hercege                                   |
| A Widow of Florence                                                 | Egy Firenzei Özvegyasszony                        |
| Diana, her daughter                                                 | Diána, a lánya                                    |
| N/A                                                                 | Violenta                                          |
| Mariana, her friend                                                 | Marianna                                          |
| Lords, Attendants, Soldiers, Townspeople of Florence                | Nemesurak, tisztek, katonák, franciák, firenzeiek |

## Szöveg forrásai
A szöveg első számú forrása Giovanni Boccaccio Dekameronja, egészen pontosan a harmadik nap kilencedik története. Shakespeare ezt a történetet valószínűleg William Painter angol író műfordításában, a The Place of Pleasure-ben olvashatta először, mint annak harmincnyolcadik története. A mű címe, a Minden jó, ha vége jó pedig a híres közmondásra utal, mi szerint nem számítanak a felmerülő problémák, míg a végkifejlet összességében jól alakul. Bárdosi Vilmos a Magyar szólások és közmondások adatbázisa című gyűjteményében a következőképpen definiálja a kifejezést: „semmi ok a panaszra, ha a végén minden sikerül”.

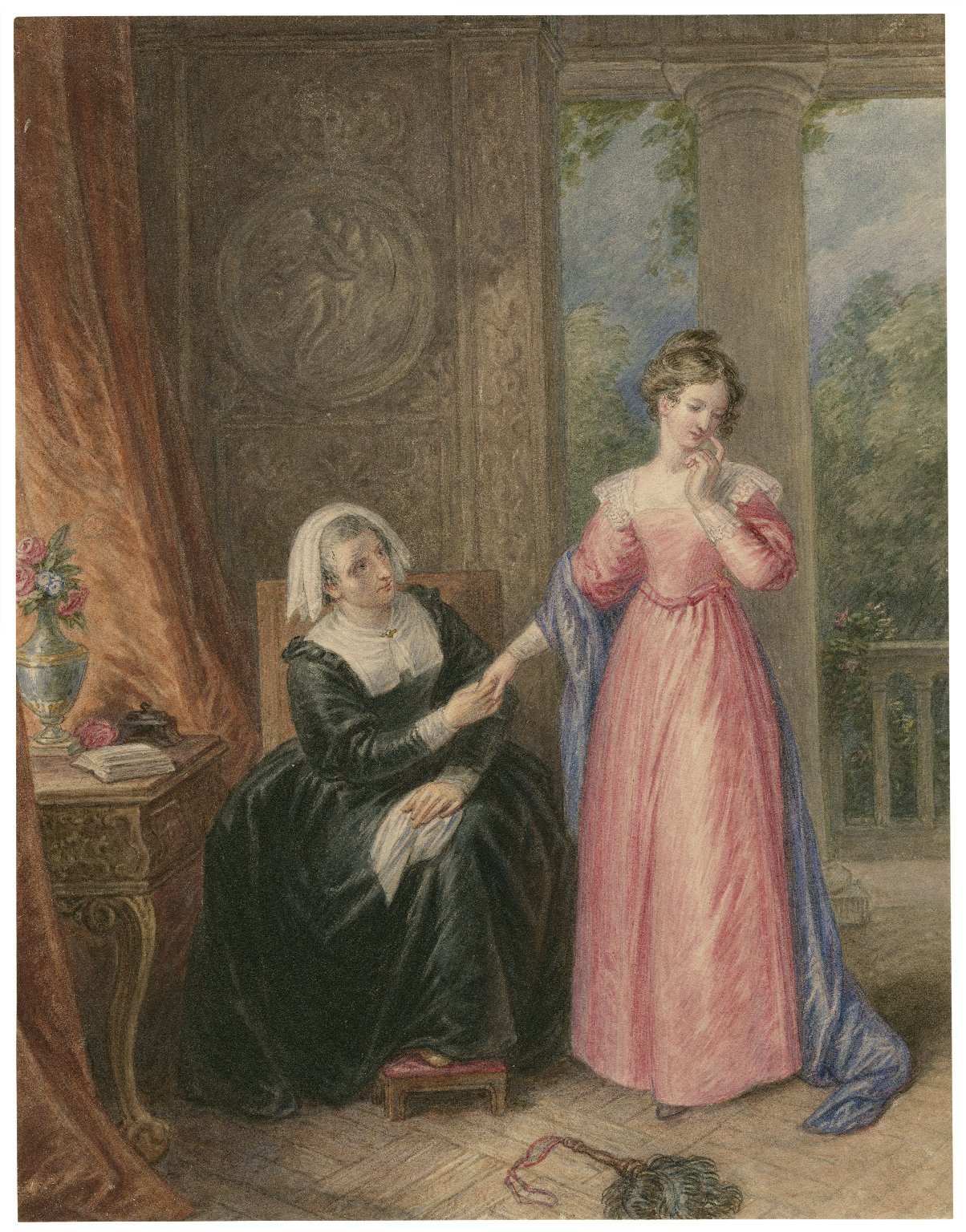
Heléna és a Grófnő

## A mű cselekménye

### Első felvonás

#### Első szín
Bertram (Rousillon fiatal grófja) búcsúzkodik, mivel a királyi udvarba kell mennie. Heléna, a Grófnő nevelt lánya és Bertram mostohatestvére, egyedül marad, kiderül, hogy szerelmes mostohafivérébe. Ezt követően Heléna és Parolles (Bertram kísérője) beszélget a szerelemről és a szüzességről.

#### Második szín
Bertram megérkezik a királyi udvarába, Párizsba. A Király üdvözli őt és részvétét nyilvánítja Bertram apja halála miatt.

#### Harmadik szín
A helyszín Rousillon, a Bolond házasodni szeretne és a grófnő engedélyét kéri. Az Udvarmester elmondja a Grófnőnek, hogy hallotta Helénát, amint arról beszél, hogy szerelmes Bertramba. A Grófnő kérdőre vonja Helénát, mire ő bevallja érzéseit. Heléna szeretne Párizsba menni, mert úgy gondolja, hogy orvosságot talált a Király bajára az apja jegyzetei között.

### Második felvonás

#### Első szín
Párizsban a Király búcsúzik a firenzei háborúba induló katonáktól. Bertram is szeretne velük tartani, de az nem engedi, mert még túl fiatal. Heléna megígéri a Királynak, hogy meggyógyítja, cserébe azt kéri, hogy feleségül mehessen egy, a saját rangja felett álló úrhoz.

#### Második szín
A Grófnő elküldi a Bolondot a királyi udvarba, hogy adjon át egy levelet Helénának.

#### Harmadik szín
Párizsban Parolles és Lafue csodálja, hogy Helénának sikerült meggyógyítania a Királyt. A Király, hogy megtartsa az ígéretét urakat hívat, hogy Heléne kiválaszthassa jövendőbeliét, ám ő mindegyikük mellett elhalad, és végül Bertramot választja. Bertram ellenkezik, mert rangján alulinak tartja a lányt, de végül elfogadja a házasságot, mert a Király rangot ígér Helénának, és megfenyegeti Bertramot, hogy kegyvesztett lesz. Lafue és Parolles hátra marad és vitatkoznak, Lafue egy gyáva embernek tartja Parolles-t. Bertram megházasodva tér vissza, azt mondja, annyira gyűlöli Helénát, hogy inkább elszökik a háborúba.

#### Negyedik szín
Párizsban a Bolond átadja a Grófnő üdvözletét, amikor megérkezik Parolles és átadja Bertram üzenetét Helénának, miszerint rögtön el kell mennie, sajnálja, hogy nem tudja beteljesíteni a szerelmüket, és megkéri a lányt, hogy menjen haza.

#### Ötödik szín
Lafue elmondja a kétségeit Bertramnak Parolles-t illetően. Heléna jön elbúcsúzni urától, aki átad neki egy levelet és hazaküldi. Heléna szeretné, ha egy csókkal búcsúznának el, de Bertram ezt megtagadja tőle.

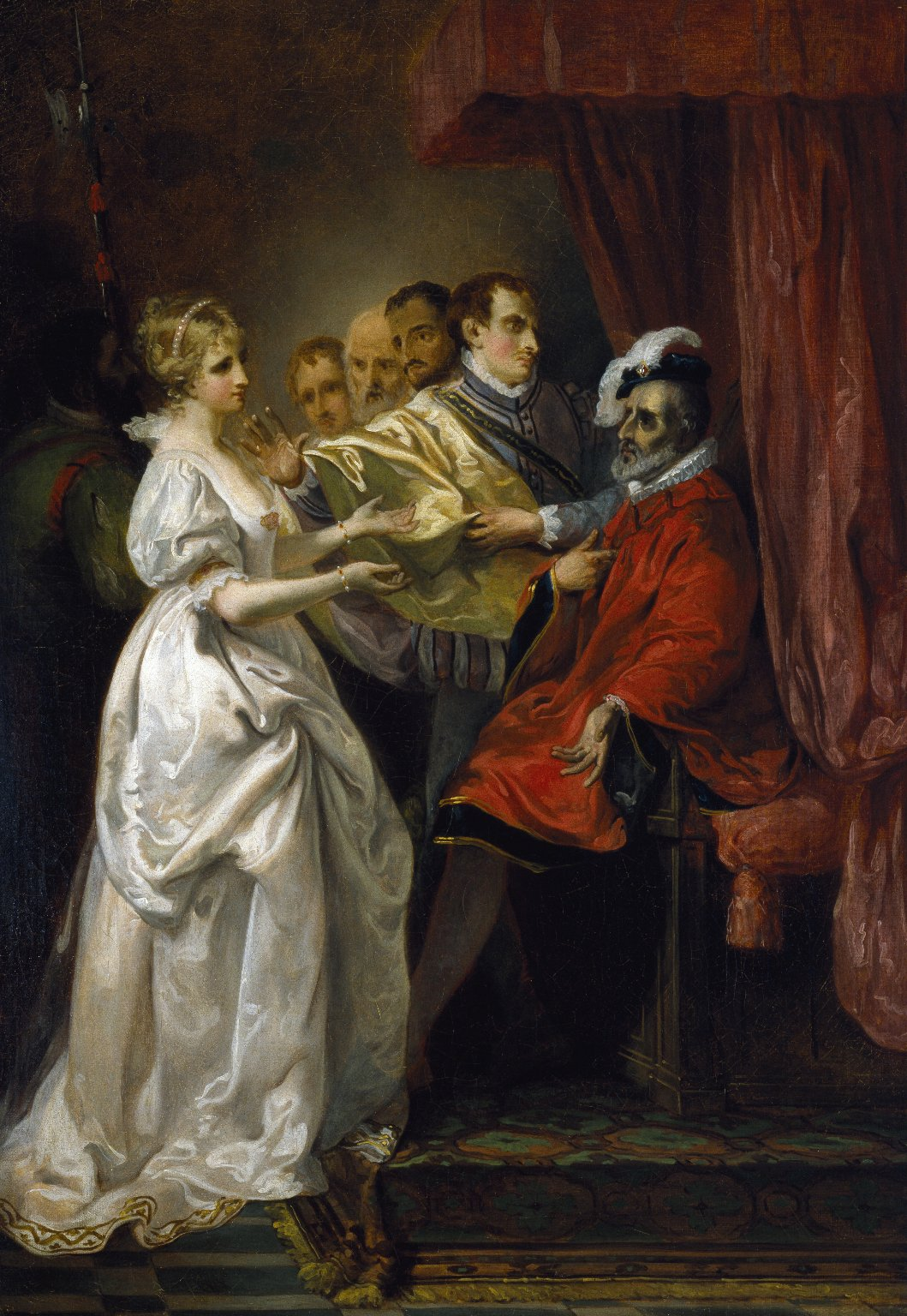
Heléna és Gróf Bertram a francia király előtt

### Harmadik felvonás

#### Első szín
Firenzében a Herceg fájlalja, hogy a francia király nem segít neki a háborúban, de két úr megnyugtatja, hogy sok nemes ifjú segédkezni fog neki.

#### Második szín
Rousillon-ban a Grófnő levelet kap Bertramtól, amiben tájékoztatja a házasságáról, és arról, hogy inkább elment Firenzébe harcolni. Heléna is megérkezik, az ő levelében Bertram közli vele, hogy miatta ment el, és hogy csak akkor lesz a férje, ha megszerzi azt a gyűrűt, amelyet Bertram sosem vesz le az ujjáról, és ha közös gyermekük lesz, ami szintén lehetetlen, mivel nem töltötték együtt a nászéjszakájukat. Heléna elhatározza, hogy ő is megszökik.

#### Harmadik szín
Firenzében Bertram felajánlja szolgálatait a Hercegnek.

#### Negyedik szín
Rousillon-ban az Udvarmester felolvassa a Grófnőnek Heléna búcsúlevelét, amiben megírja, hogy zarándokútra indul.

#### Ötödik szín
Firenze falain kívül Heléna találkozik egy özveggyel és a lányával, Diánával. Nem árulja el nekik kicsoda is valójában, megtudja tőlük, hogy Bertram megpróbált közeledni Diánához. Bertram és Perolles menete vonul el előttük. Az özvegy meghívja magukhoz Helénát, aki cserébe tanácsokat ígér Diánának.

#### Hatodik szín
Két francia úr próbája meggyőzni Bertramot Parolles gyávaságáról. Egy cselt eszelnek ki, miszerint elküldik Parolles-t, hogy szerezze vissza a dobot, amit elvesztett, míg az ellenségnek álcázva magukat rajtaütnek, fogságba ejtik, hogy kiderüljön elárulja-e a bajtársait, csakhogy mentse magát. Amikor megérkezik, az öntelt Parolles saját maga vállalkozik arra, hogy visszaszerezze a dobot.

#### Hetedik szín
Heléna az özvegyasszony házában felfedi, hogy ki is ő valójában. Ők is egy cselt eszelnek ki, miszerint Diána enged a fiatal gróf közeledéseinek, amennyiben ő nekiadja a gyűrűjét. A légyottra Heléna fog elmenni Diána helyett.

### Negyedik felvonás

#### Első szín
A francia úr öt-hat katonával felkészül arra, hogy elfogják Parolles-t, aki útközben azt tervezgeti, miként bújhatna ki a feladat alól. Miután elfogják, rögtön elkezd alkudozni velük, azt mondja, hajlandó feladni a táboruk titkait az életéért cserébe.

#### Második szín
Az özvegyasszony házában Bertram próbálja elcsábítani Diánát. A lány azt mondja neki, hajlandó neki adni a szüzességét, a gyűrűjéért cserében. Bertram vonakodva, de nekiadja a gyűrűt. Megbeszélik, hogy Bertram visszajön a lány szobájába éjfélkor, és miután megtörtént a légyott Diána majd egy másik gyűrűt ad a grófnak (ami valójában Helénáé, amit még a Királytól kapott).

#### Harmadik szín
A firenzei táborban a két francia úr Bertram csábításáról beszél, arról, hogy vége a háborúnak, és arról, hogy Heléna meghalt (ezt a szóbeszédet valószínűleg ő maga terjesztette el). Miután Bertram megérkezik, behozzák Parolles-t is, akinek bekötötték a szemét. Parolles habozás nélkül elárulja a társait, a francia urakról, és Bertramról is sértő dolgokat mond, illetve azt is elárulja, hogy levélben győzködte Diánát, hogy adja szüzességét a grófnak pénzért cserébe. Leveszik a szeméről a kendőt, úgy döntenek, nem végzik ki, szégyenben kell élnie.

#### Negyedik szín
Miután a gróf hazatért, és Heléna sikerrel járt a cselével, az özveggyel és Diánával Franciaországba indul.

#### Ötödik szín
Rousillon-ban a Grófnő Helénát gyászolja, és Lafeu felajánlja a lányát Bertram új feleségéül. Megérkezik a Bolond, és közli, hogy Bertram hazatért.

### Ötödik felvonás

#### Első szín
Marseille-ben Heléna megtudja egy nemes úrtól, hogy a Király Rousillon-ba ment, és megkéri az urat, hogy adjon át egy papírt a Királynak, mikor találkozik vele.

#### Második szín
Parolles is Rousillon-ba érkezett, mint koldus. Lafeu először megszidja, de aztán megszánja, és ételt ajánl neki.

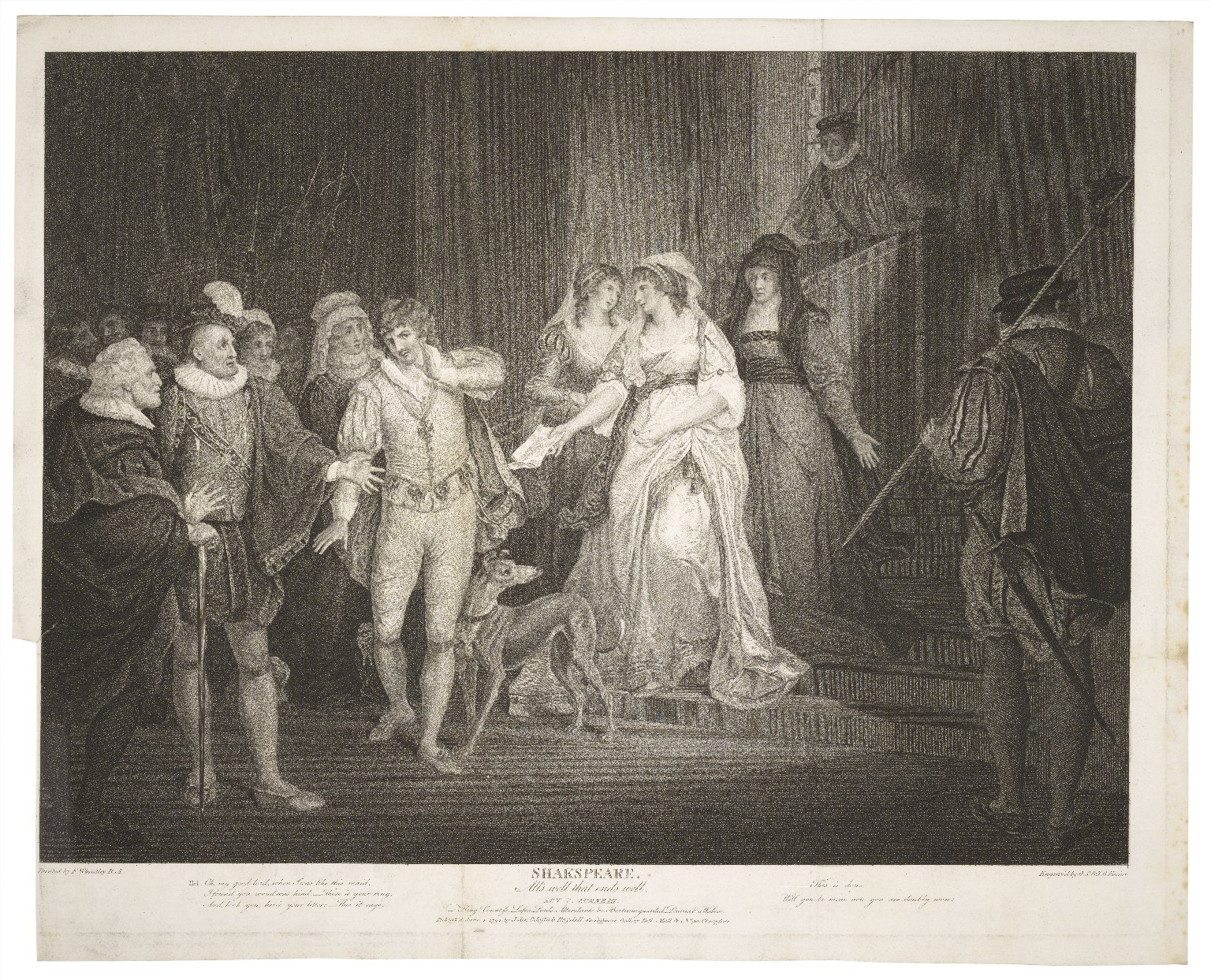
Ötödik felvonás 3. szín

#### Harmadik szín
Rousillon-ban a Király, a Grófnő és Lafeu Helénát gyászolják. A Király áldását adja Bertram és Lafeu lányának házasságára. Bertram belátja, hogy rosszul bánt Helénával. A Király észreveszi a gyűrűt Bertramnál, amit még ő adott Helénának, és amit Diána adott Bertramnak. Bertram megpróbál hazudni a gyűrű eredetéről, de a többiek átlátnak rajta. A Király elfogatja Bertramot. A nemes úr átadja a Királynak Heléna levelét, melyben Diána beszámol a Bertrammal és közte lévő kapcsolatról. Diána jön az anyjával, és elmondja, hogy Bertram hogyan csábította el, és azt, hogy ő adta a gyűrűt Bertramnak. Parolles-t hívják be tanúnak, aki igazolja Diána állításait. Diána nem mondja el, hogy honnan szerezte a gyűrűt, hanem az özveggyel behívatja Helénát, mindenki döbbenetére. Heléna elmondja, hogy teljesítette Bertram „lehetetlen” feltételeit, megszerezte Bertram gyűrűjét, és teherbe esett tőle. Bertram megfogadja, hogy szeretni fogja Helénát. 

## A mű témái
A Minden jó, ha vége jó Shakespeare kevésbé kedvelt művei közé tartozik. Ennek egyik oka a karakterek egymással való bánásmódja lehet. A Bolond, Shakespeare egyik legkevésbé szórakoztató, trágár beszédű komikus karaktere. Parolles pedig rendkívül kellemetlen ember. Heléna annak ellenére, hogy a gróf nyilvánvalóan nem szereti őt, ráakaszkodik Bertramra, a karaktere minden kiválósága ellenére sem lehet figyelmen kívül hagyni, hogy a szerelem iránti megszállottsága megvetendő. A mű talán legellenszenvesebb karaktere Bertram. Inkább háborúba menekül, mintsem, hogy férje legyen Helénának, akit a rangja miatt vet meg; kitartóan próbálja elcsábítani Diánát; önelégülten reagál Heléna halálhírére és Diána becsületének „elvételére”; rendszeresen szegi meg a szavát, és a darab végén hazugságokkal és a pozíciójával próbálja védeni magát.
A mű fő konfliktusa a társadalmi osztályok közötti különbségeken alapszik. Shakespeare drámáiban általában két osztály szokott megjelenni, egy nemesi és egy alsóbb osztály, ezek nem szoktak keveredni. Ez alól a Minden jó, ha vége jó kivételt képez, hiszen itt egy kikényszerített házasság jön létre a főnemes Bertram és a szegény, egyszerű származású Heléna között. Bertram ellene van Heléna póri származásának, és nem szeretné, hogy az ő nemesi vére keveredjen a lány szegény vérével. Heléna is szembeállítja származását Bertraméval. Mindezek ellenére a házasságuk beteljesedik.  Az osztályok közötti határ a mű kihagyhatatlan eleme és „sötét” komédia forrása.

## A mű a magyar színházakban

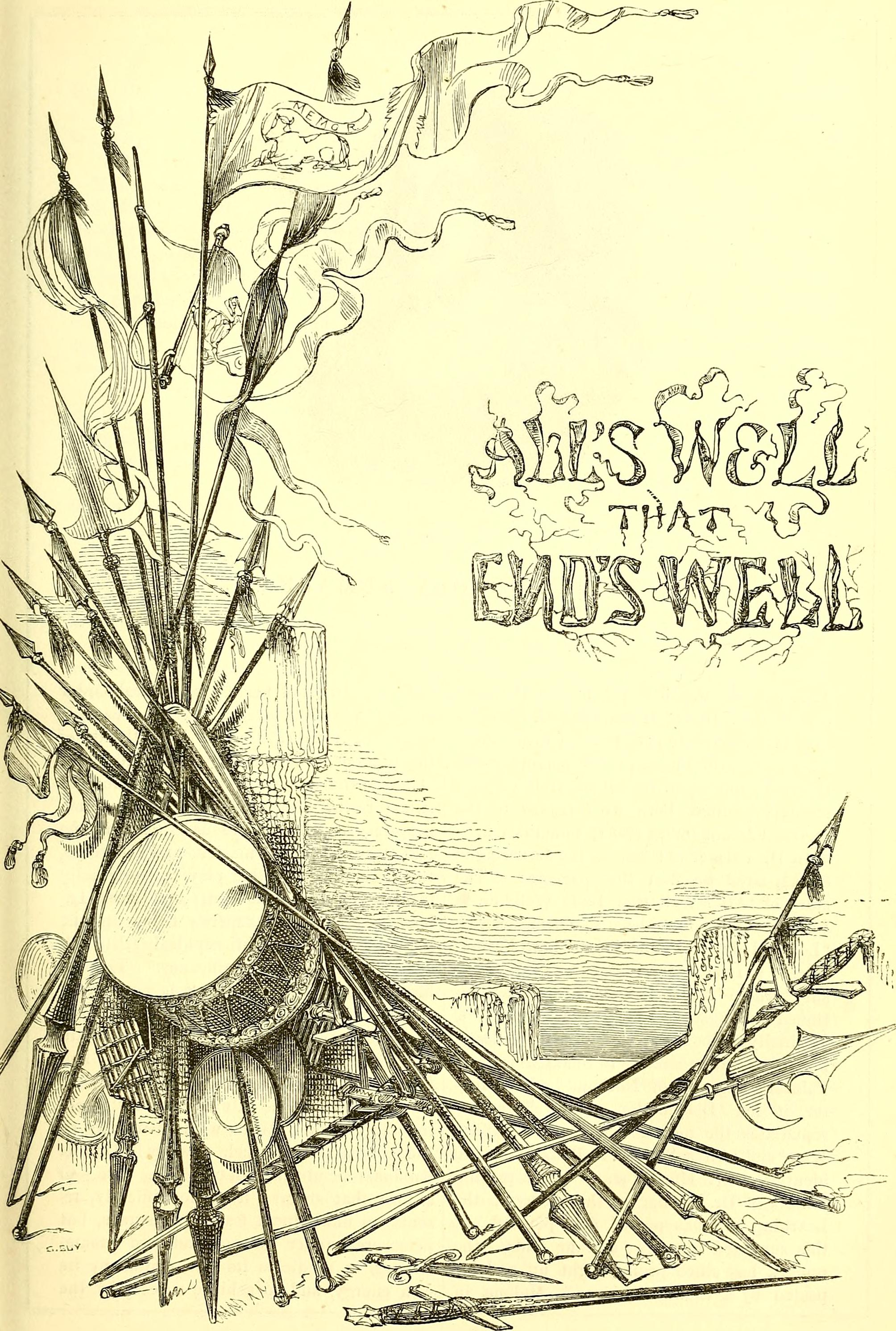
Minden jó, ha vége jó

Hazánkban 1940 óta adják elő a darabot. Akkor 1940. május 20-án adták elő a budapesti Nemzeti Színházban Innocent Vincze Ernő fordításának felhasználásával és Németh Antal rendezésével. Ezután 1942. április 22-én mutatták be legközelebb a kolozsvári Nemzeti Színházban, ahol szintén Innocent Vincze Ernő fordítását használták, viszont itt a rendező Táray Ferenc volt. Időrendben ezt a bemutatót követte az 1961. szeptember 29-i műsor a budapesti Katona József Színházban, viszont itt a fordító már Vas István volt. Az ezután következő bemutatóknál is az ő fordítását használták fel. Ebben az előadásban Helénát Törőcsik Mari alakította, színésztársai Sulyok Mária, Kállai Ferenc és Várkonyi Zoltán voltak. Ez után 1977. május 20-án mutatták be a darabot a kecskeméti Katona József Színházban. Majd 1979. március 9-én történt a következő színházi bemutató a budapesti Vígszínházban. A következő előadásra 1998. szeptember 14-én került sor a kaposvári Csiky Gergely Színház stúdiójában. 2007. szeptember 22-én volt a következő, vígszínházi bemutató Valló Péter rendezésével. 2009. december 20-án Gyergyószentmiklóson volt a következő előadás a Figura Stúdió Színház által, Kövesdy István volt a rendező. A 2016. június 4-i bemutatón Helánát Pálos Hanna és Bertramot Kovács Lehel alakította, a rendező Zsámbéki Gábor volt.

## Filmadaptációk
A darab első filmes feldolgozása 1968-ban jelent meg John Barton és Claude Whatham rendezésében valamint David Ashford, David Bailie és Lynn Farleigh szereplésével. Ezután 1978-ban jött ki a következő film Frances Conroy, John Ferraro és Marc Linn szereplésével, valamint Wilford Leach rendezésében, majd ezután a BBC televízió csatorna által készített Shakespeare darabjait feldolgozó sorozatban tűnt fel a történet 1981-ben Elijah Moshinsky rendezésében, amelynek főszerepeit Celia Johnson, Ian Charleson és Michael Hordern játszották. A jelenlegi legfrissebb filmes feldolgozás jelenleg a 2012-ben megjelent film John Dove rendezésében.